# Туамоту
18°45′ пд. ш. 141°46′ зх. д. / 18.75° пд. ш. 141.76° зх. д.
Острови Туамоту (інакше Паумоту, Пті-Бас, Острови Росіян) — група островів в Тихому океані, географічно належать до Полінезії. Політично входять до складу Французької Полінезії, разом з островами Товариства, поблизу яких і розміщені. Острови складаються із двох гряд низовинних атолів. В адміністративному плані підрозділ Туамоту-Гамб'є ділиться на 17 комун.
Площа — 810 км². Населення — 15 862 людей (2002). Офіційна столиця — Папеете (на Таїті), але на островах своє головне місто — Ротоава. Населення — полінезійці (туамотуанці). Їх мова витісняється таїтянською.
Клімат тропічний, опадів випадає 1500-—2000 мм в рік. На великих островах зустрічаються пандан і баньяни, на малих тільки чагарники.
Архіпелаг був відкритий Педро Кіросом 1606 року, (острів Пука-Пука був відкритий ще в 1521 році Магелланом). Згодом багато які острови відкриті і описані російськими мореплавцями, Ф. Ф. Беллінсгаузеном, М. П. Лазаревим, О. Е. Коцебу. На карті світу Туамоту має другу назву: острови Росіян, і багато які із атолів названі на честь росіян: Кутузова, Румянцева. Часто під назвою острови Росіян розуміють лише східну гряду атолів.